# Dirty Little Secret
Singles de The All-American Rejects
Time Stands Still
(2003) Move Along
(2006)
Dirty Little Secret est le quatrième single du groupe The All-American Rejects sorti en 2005.

## Contexte
Dirty Little Secret a été écrit par Nick Wheeler et Tyson Ritter, qui a affirmé que parce qu'ils étaient tous les deux dans une relation à long terme avec leurs petites amies et qu'ils devaient « concocter quelques histrionisme ». Nick Wheeler dit « Nous venons d'une petite ville, et jusqu'à maintenant, nous avons tous les deux eu une relation stable. Donc vous savez, parfois il n'y a pas assez de drame ou d'agitation à écrire, alors il écrit simplement des histoires. Et c'est de là que les paroles viennent ».

## Parution et accueil

### Accueil commercial
Dirty Little Secret est le premier single à entrer dans les charts aux États-Unis le 30 juillet 2005 et est devenu ainsi le premier single à entrer dans le top 10 au Billboard Hot 100 en se plaçant à la 9e place en janvier 2006. La chanson a également grimpé à la première place du Billboard's Hot Digital Songs pendant un total de 26 semaines.
Au Royaume-Uni, Dirty Little Secret est initialement sorti le 24 octobre 2005, mais c'est placé à une faible 96e place aux UK Singles Chart. Il est ressorti en juin 2006, après le succès de leur second single Move Along et le place dans le top 20 aux UK Singles Chart, ce qui fait de ce single, le second de The All-American Rejects à s'être placé au top 20 au Royaume-Uni.

## Clip vidéo
La clip pour Dirty Little Secret a été réalisé par Marcos Siega et est tourné en mai 2005 à Dorney Park et à divers endroits à Allentown, en Pennsylvanie et est sorti un mois plus tard vers mi-juin. Le clip propose un montage de plusieurs personnes détenant des cartes postales partageant leurs « petits secrets », tandis que le groupe interprète la chanson dans un entrepôt abandonné avec les cartes agrandies et affichées derrière eux sur une toile de fond.
Les cartes postales de la vidéo ont été publiés par des anonymes sur le site PostSecret, un projet où les utilisateurs peuvent créer leurs propres cartes, partageant leurs secrets les plus sombres et les afficher sur le site sans donner leur nom ou d'autres détails. L'idée est venue du réalisateur Marcos Siega lors de la recherche d'inspiration pour la vidéo. Il a effectué une recherche sur Internet du mot « secrets » et est tombé sur le site PostSecret. The All-American Rejects approuve l'idée de Marcos Siega et paye le site à utiliser certaines de leurs cartes postales pour la vidéo, l'argent ira vers la The Kristin Brooks Hope Center, un organisme à but non lucratif, financant une ligne téléphonique pour les personnes suicidaires.

## Apparition dans la culture populaire
Dirty Little Secret est apparu dans les films Gigolo malgré lui, She's the Man, John Tucker doit mourir, American Girls 3 et American Pie: String Academy, les jeux vidéo Rock Band, Guitar Hero: On Tour Decades dans la version américaine, Pro Evolution Soccer 2010, Rock Revolution et Band Hero ainsi que dans la série télévisée américaine Smallville et dans la soundtrack de Smallville: The Metropolis Mix. Une reprise est utilisée dans Rock Revolution.
The All-American Rejects a aussi participé à une campagne publicitaire Got Milk? où le titre Dirty Little Secret a été parodié en Dairy Little Secret. Le groupe a également participé à un shooting photo pour la campagne en portant de fausses moustaches de lait.

## Liste des pistes
| 1. | Dirty Little Secret                       | 3:16 |
| 2. | Swing, Swing (session acoustique Napster) | 3:09 |
| 3. | Bite Back                                 | 4:41 |
| 4. | Dirty Little Secret (clip)                | 3:13 |

| 1. | Dirty Little Secret        | 3:16 |
| 2. | Swing, Swing (live)        | 3:09 |
| 3. | Move Along (live)          | 4:41 |
| 4. | Dirty Little Secret (clip) | 3:13 |

| 1. | Dirty Little Secret        | 3:16 |
| 2. | Dirty Little Secret (live) | 3:09 |

| 1. | Dirty Little Secret (face A) | 3:16 |
| 2. | Bite Back (face B)           | 4:39 |

| 1. | Dirty Little Secret (face A) | 3:14 |
| 2. | Swing, Swing (live, face B)  | 3:23 |

## Classements et certifications
| Classement (2005-2006)         | Meilleure position |
| ------------------------------ | ------------------ |
| Royaume-Uni (UK Singles Chart) | 18                 |
| États-Unis (Hot 100)           | 9                  |
| États-Unis (Adult Pop Songs)   | 15                 |
| États-Unis (Pop Airplay)       | 4                  |

| Pays              | Certification |
| États-Unis (RIAA) | Platine       |

## Récompense
| Année | Prix                   | Récompense                     | Résultats |
| ----- | ---------------------- | ------------------------------ | --------- |
| 2006  | MuchMusic Video Awards | Best International Group Video | Nommé     |